# Air Serbia
Air Serbia, con marchio grafico AirSERBIA, è la compagnia aerea di bandiera della Serbia. Ha iniziato a volare con questo nome il 26 ottobre 2013, avendo operato fino a quel momento come Jat Airways.
La compagnia ha i propri uffici situati a Belgrado, e come hub principale l'Aeroporto di Belgrado-Nikola Tesla. È una società composta dal Governo della Serbia come socio di maggioranza (51% delle azioni) e da Etihad Airways (49%), vettore di bandiera degli Emirati Arabi Uniti con sede ad Abu Dhabi, in quota minoritaria.

## Storia

### Aeroput

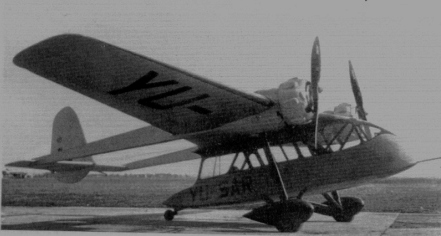
Aeroput MMS-3 dai cantieri aeronautici di Zemun, 1935

La compagnia venne fondata il 17 giugno 1927 con la denominazione Aeroput (Аеропут) ed è una delle più vecchie compagnie ancora esistenti. Il primo volo internazionale avvenne nel 1929 tra Belgrado e Graz. Nel 1937 l'espansione delle rotte internazionali e l'aumento del numero dei passeggeri portarono l'Aeroput all'acquisizione di un Lockheed L-10 Electra. L'aeroput ha continuato ad operare fino alla Seconda Guerra Mondiale. Il 1º aprile 1947 la compagnia venne rinominata come Jugoslovenski aerotransport - JAT (Југословенски аеротранспорт), successivamente in JAT Yugoslav Airlines fino al nome che la contraddistinse come Jat Airways, dal gennaio 2003 al 2013.

### La fondazione diJugoslovenski aerotransport(JAT)
Nel 1946 era evidente che, vista la natura dei propri obiettivi, l'aeronautica militare sarebbe difficilmente entrata a far parte di quello che era il mondo dell'aviazione civile in Jugoslavia. Di conseguenza si mossero i primi passi per la creazione di una compagnia di trasporto aereo. Tre Douglas C-47 Dakota e 3 trimotori Junkers Ju 52, entrambi velivoli da trasporto militare presi durante la guerra, furono inviati in Cecoslovacchia per essere convertiti all'uso civile. Oltre a una rivisitazione generale furono dotati di sedili e convertiti in aerei passeggeri. Il nome prescelto per la nuova realtà di volo civile fu Jugoslovenski aerotransport (Aerolinee jugoslave), codici IATA JU, ICAO JAT.
Nel 1949 la Jugoslavia si trovò di fronte ad una difficile situazione internazionale: isolata sia ad Ovest che ad Est dei suoi confini. Ciò causò ad un ulteriore taglio sul carburante, difficoltà nel trovare parti di ricambio e inoltre alla cancellazione di tutte le rotte con l'Europa dell'est. La JAT rimase con solamente 6 collegamenti nazionali. Quando la compagnia si affacciò al mercato dell'ovest, fu creata un'alleanza con Swissair ed inaugurata la rotta Belgrado-Zurigo, il 24 agosto 1949.
Tuttavia le operazioni stentavano a decollare, i numeri erano ben al di sotto della capacità della flotta e del potenziale bacino d'utenza della compagnia. L'anno della svolta fu il seguente, nel 1950. Furono acquistati i Douglas DC-6B per le rotte a lungo raggio, i Convair CV-340 e Convair CV-440 per le rotte a corto raggio. Inoltre furono attivate numerose rotte internazionali.

### L'era del jet

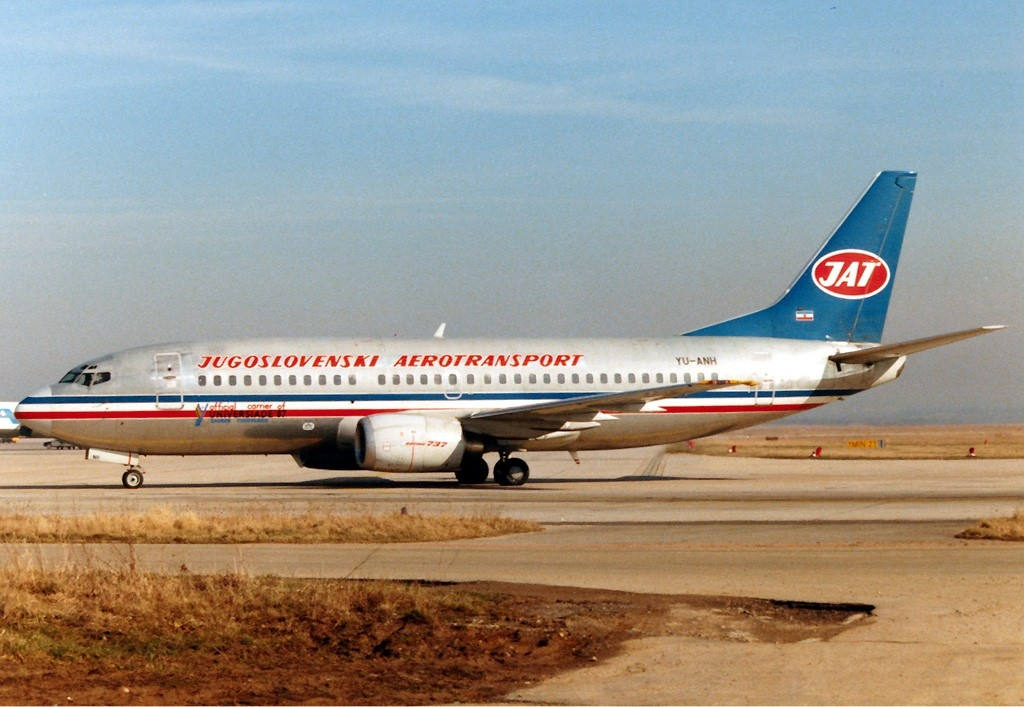
JAT Boeing 737-300 all'aeroporto di Stoccarda, 1988

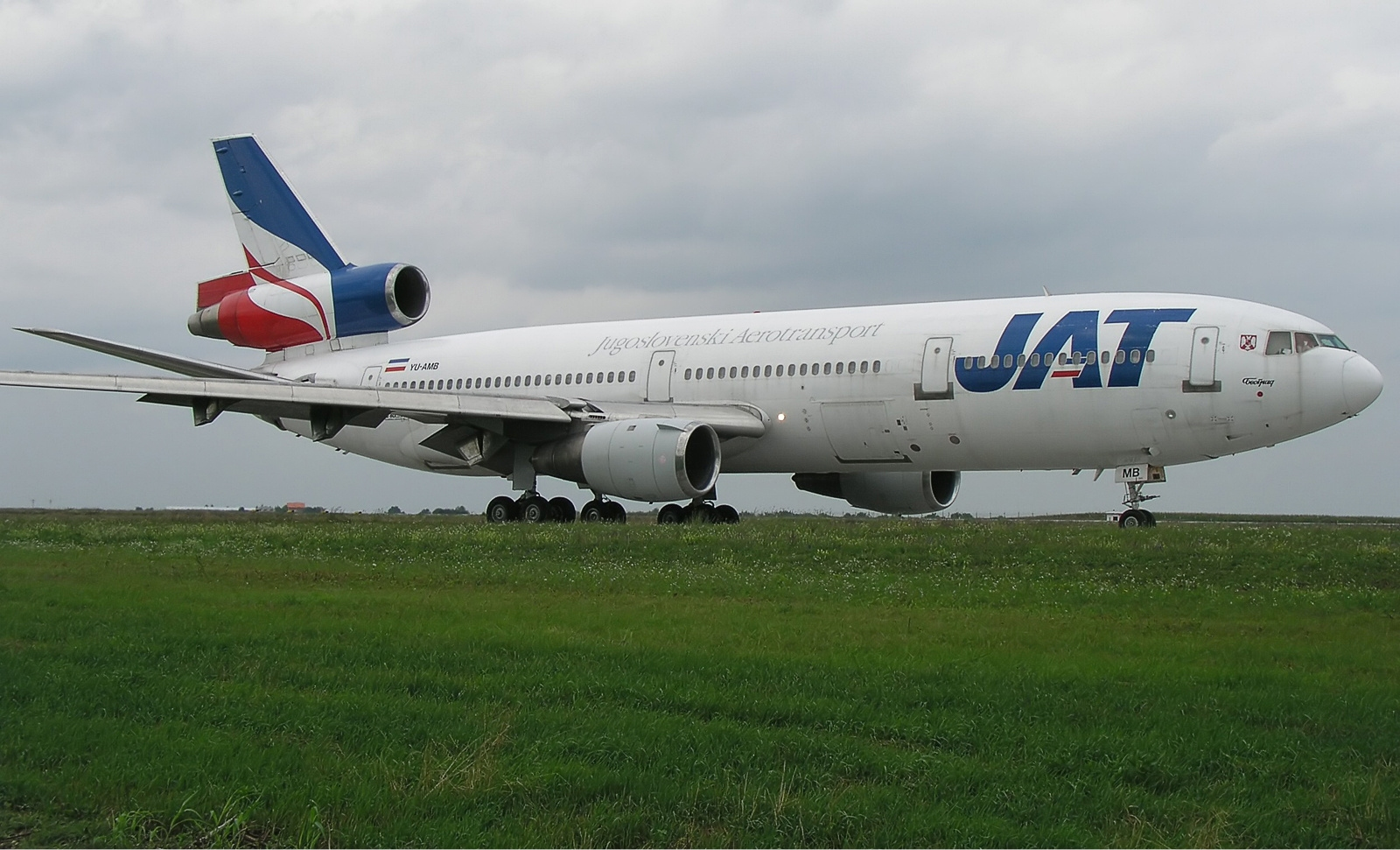
JAT McDonnell Douglas DC-10-30 a Belgrado, 2003

Nel 1963 fu introdotto il primo jet nella flotta di JAT, si trattava del Sud Aviation SE-210 Caravelle 6-N. Nel 1969 arrivò il primo (di 16) DC-9-32 e nel 1974 i primi 2 (di 9) Boeing 727-200.
Le rotte a lungo raggio verso Nord America, Australia ed Estremo Oriente furono volate dal Boeing 707 che si aggiunse alla flotta nel 1970. Nel 1978 venne introdotto il McDonnel Douglas DC-10-30, preferito al Boeing 747, e iniziò ad operare al posto dei 707, anche se rimasero in flotta per operare su charter e talvolta come aerei di riserva. All'acquisto del DC 10 fece seguito diversi anni dopo alla messa in linea di aerei per il corto e medio raggio.
Nel 1985 la JAT fu la prima compagnia europea ad acquistare il Boeing 737/300. in quegli anni la compagnia trasportò 5 milioni di passeggeri servendo 80 destinazioni in 5 continenti (19 rotte nazionali, 45 a medio raggio e 16 a lungo raggio). La JAT costruì inoltre un hangar per accogliere aerei a fusoliera larga e un'area dedicata alla prova motori.

### Gli anni novanta
Nel 1992, la Repubblica Socialista Federale di Jugoslavia si è dissolta con le conseguenti guerre jugoslave. JAT è stata costretta a interrompere tutti i voli nazionali. Le Nazioni Unite hanno imposto sanzioni il 20 maggio 1992 contro la Jugoslavia per la prima volta dalla seconda guerra mondiale, il trasporto internazionale è stato interrotto prematuramente. Questo ha preceduto le decisioni di Germania e Italia di interrompere il traffico aereo con la Jugoslavia: il 21 dicembre 1991 la Germania, maggior mercato per JAT in Europa, con sette voli giornalieri e 40 milioni di marchi tedeschi di profitto annuo lordo, seguita dall'Italia il 10 gennaio 1992. Gli Stati Uniti hanno introdotto un embargo sul traffico aereo con la Jugoslavia il 2 maggio 1992: gli ultimi voli JAT verso gli Stati Uniti erano su Chicago e New York. Non potendo più volare sugli Stati Uniti, la gestione di JAT ha deciso volare in Canada. Tuttavia, il Canada ha immediatamente vietato tutti i voli JAT che entrano nel paese, causando così la sospensione delle attività transatlantiche per compagnia.
Durante quel periodo, JAT riaprì i servizi domestici tra Belgrado, Podgorica, Tivat, Niš, Priština. Nel 1994, JAT ha ripreso alcuni dei servizi internazionali. Nel 1998, JAT ordinò 8 Airbus A319. Quest'ordine fu visto come una trovata politica da parte del presidente. La data di consegna originale era il giugno 2000, ma questa data venne rinviata causando spese 23,5 milioni di dollari versati ad Airbus nel frattempo che Jat sperava di trovare una compagnia a cui girare l'ordine. Poco tempo dopo la compagnia si ritrovò a dover cancellare tutti i voli in quanto l'Unione europea introdusse un divieto di volo per la compagnia per la chiusura dello spazio aereo sopra l'ex-Jugoslavia, mentre Serbia e Montenegro venivano bombardati per 78 giorni.
Nell'aprile 2000, il direttore generale Žika Petrović è stato ucciso davanti alla sua abitazione di Belgrado.

### Gli anni duemila

Logo JAT

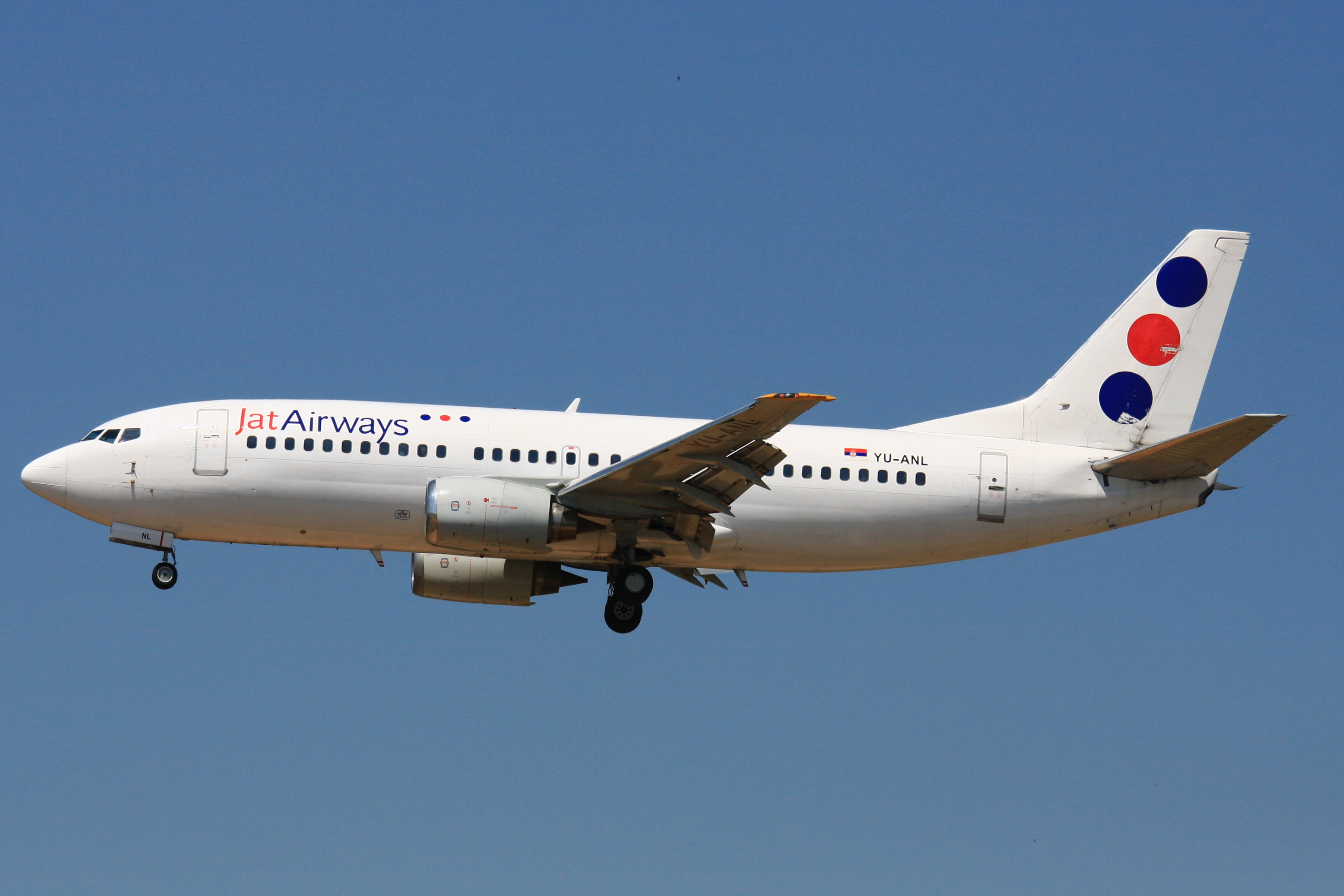
Un Boeing 737-300 della JAT, 2010

Jat Airways operava voli di linea nazionali, regionali e internazionali di linea e charter per oltre 35 destinazioni, in Europa, Nord Africa, Medio Oriente. La sua base principale era l'aeroporto di Belgrado-Nikola Tesla.
La flotta di Jat Airways, al momento della chiusura (ottobre 2013) era composta da 3 ATR 72-202, 2 ATR 72-500 e 12 Boeing 737-300.

### Air Serbia
Il Governo della Serbia -tramite la sua controllata Jat Airways- e Etihad Airways hanno firmato il 1º agosto 2013 un accordo che prevedeva il ''rebranding'' di Jat Airways in Air Serbia e che definiva che il nuovo assetto proprietario fosse composto al 51% da parte del Governo serbo e al 49% da Etihad Airways dopo la conversione dei prestiti concessi da quest'ultima ad Air Serbia in capitale azionario. In base all'accordo la gestione di Air Serbia è gestita formalmente da Etihad Airways per almeno cinque anni.
Il logo di Air Serbia è un'aquila bicefala stilizzata ispirata allo stemma della Serbia. Il logo, la livrea e la grafica aziendale di Air Serbia sono stati creati sui lavori compiuti da Tamara Maksimović, grafica-designer venticinquenne di Novi Sad.

## Destinazioni
Al 2023 Air Serbia raggiunge 80 destinazioni in 34 Paesi, servite dai propri hub di Belgrado e Niš.

### Accordi commerciali
A giugno 2023 Air Serbia ha accordi di code-share con le seguenti compagnie:
- Aegean Airlines
- Aeroflot
- Air China
- Air Europa
- Air France
- Air Seychelles
- airBaltic
- Bulgaria Air
- El Al
- Etihad Airways
- Finnair
- ITA Airways
- KLM
- LOT Polish Airlines
- Luxair
- Qatar Airways
- Sky Express
- TAROM
- Turkish Airlines

## Flotta

### Flotta attuale

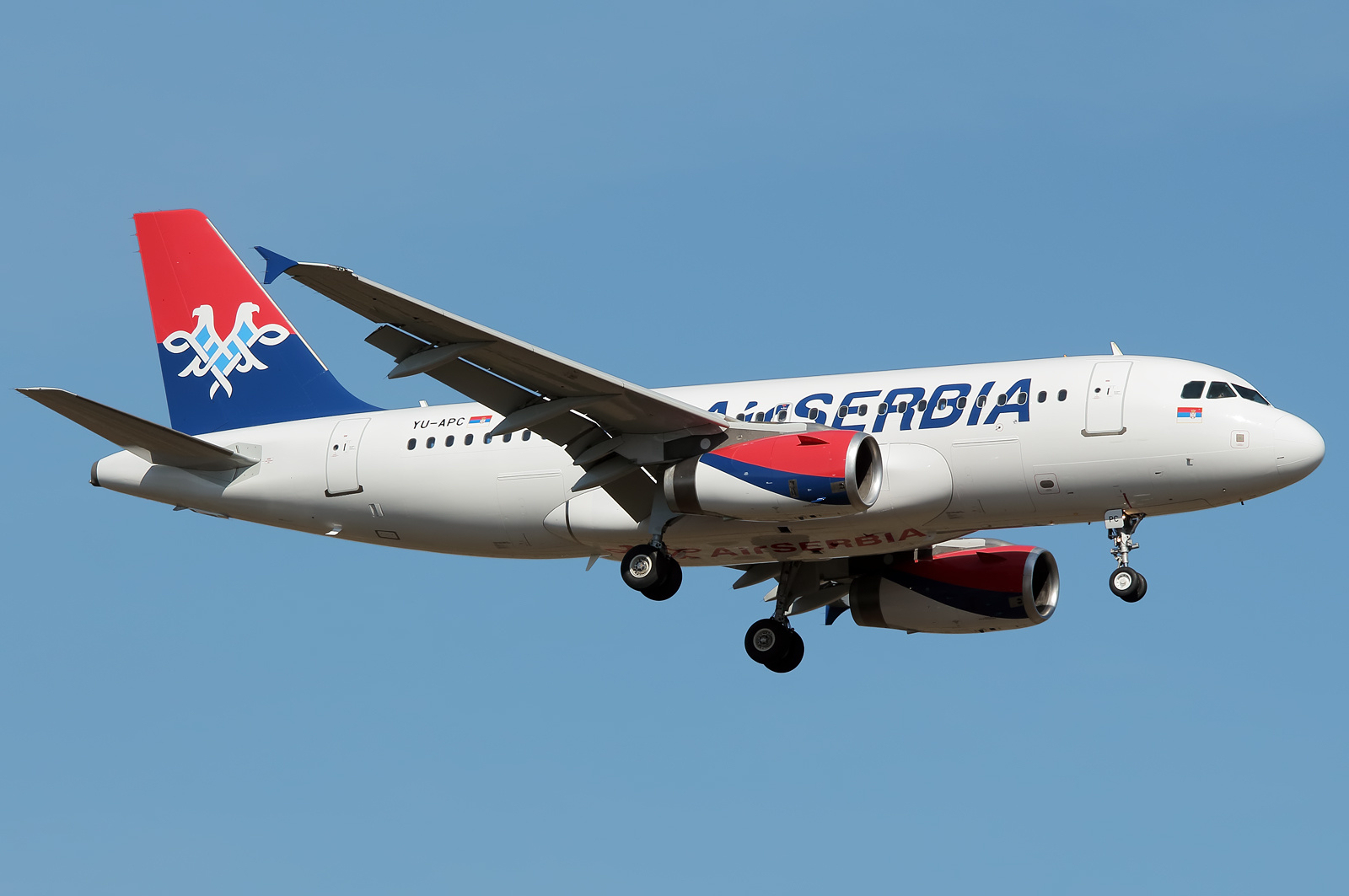
Un Airbus A319-100.

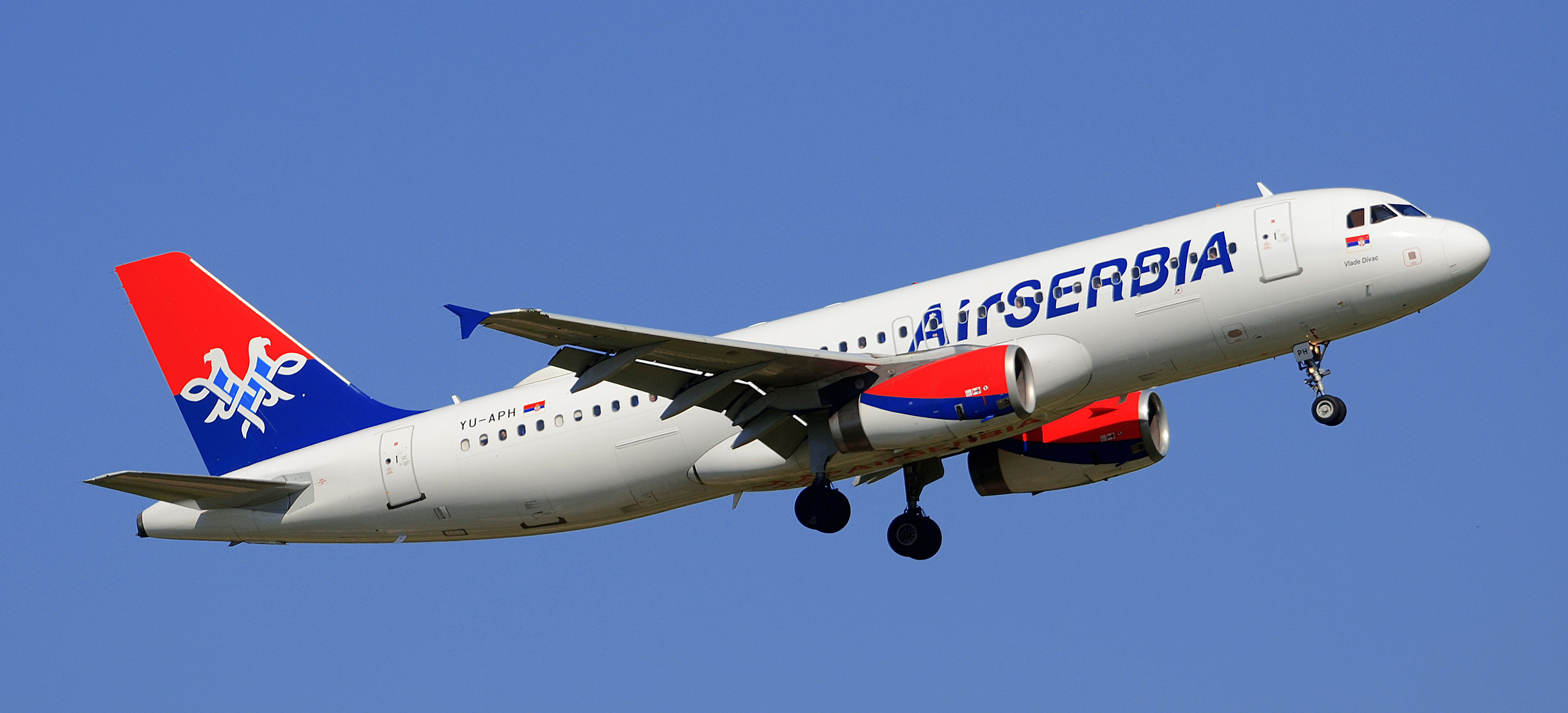
Un Airbus A320-200.

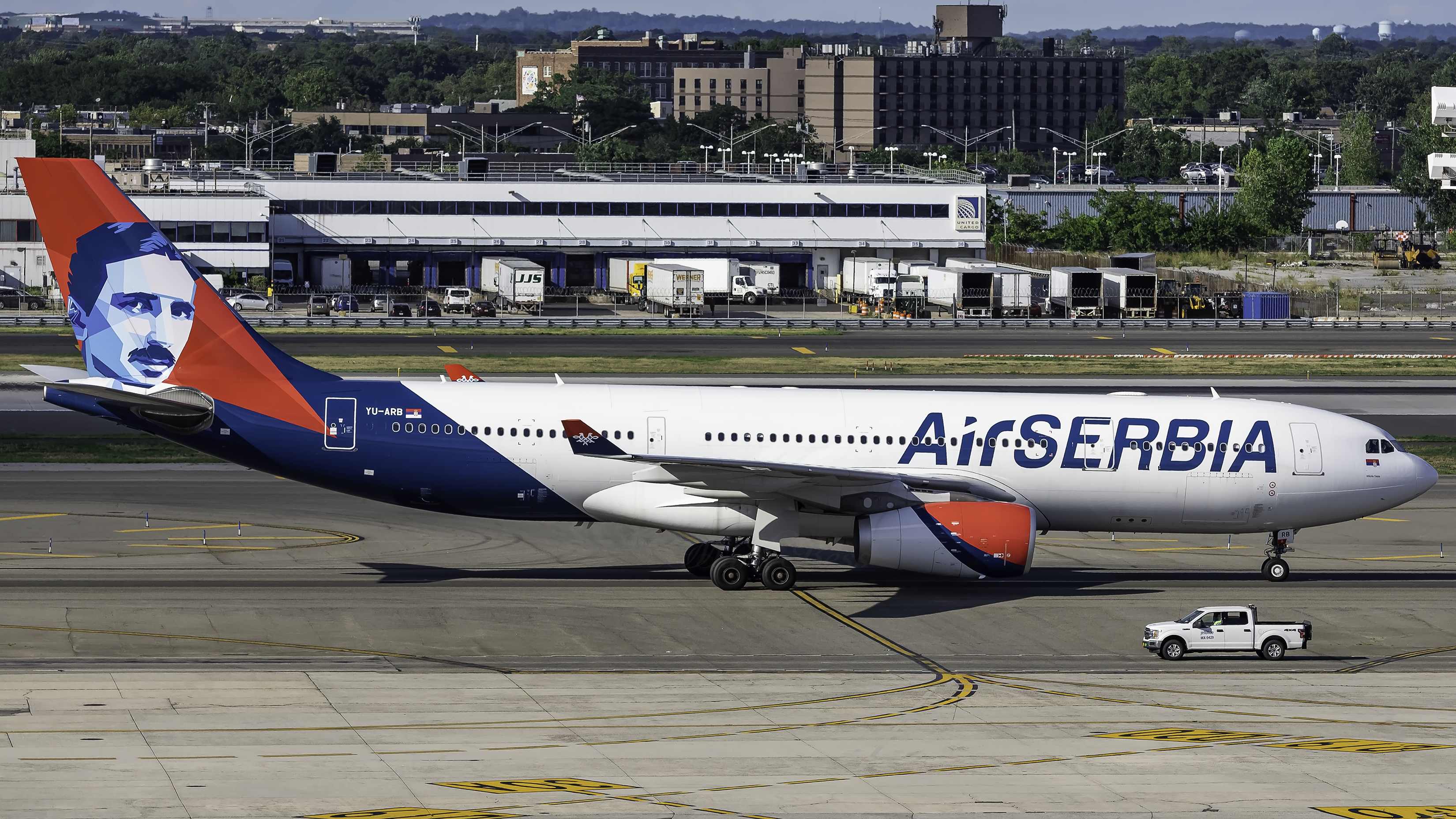
L'Airbus A330-200 in livrea "Nikola Tesla".

A maggio 2025 la flotta di Air Serbia è formata dai seguenti aeromobili:

### Flotta storica
Da quando ha adottato la denominazione attuale, Air Serbia ha operato anche con i seguenti aeromobili: